# Радіус живлення свердловини
Ра́діус жи́влення свердлови́ни (коло́дязя) зве́дений (рос. сводный радиус питания колодца; англ. summary boundary drainage radius; нім. Gesamtradius m des Sonden- (Brunnen-)einzugs) — при видобуванні корисних копалин свердловинним методом — радіус умовного колового контуру живлення свердловини (колодязя) при асиметричній лійці депресії (тиску), за якого забезпечується фактично існуючий дебіт свердловини (колодязя) при відборі рідини.